# ニョッキ

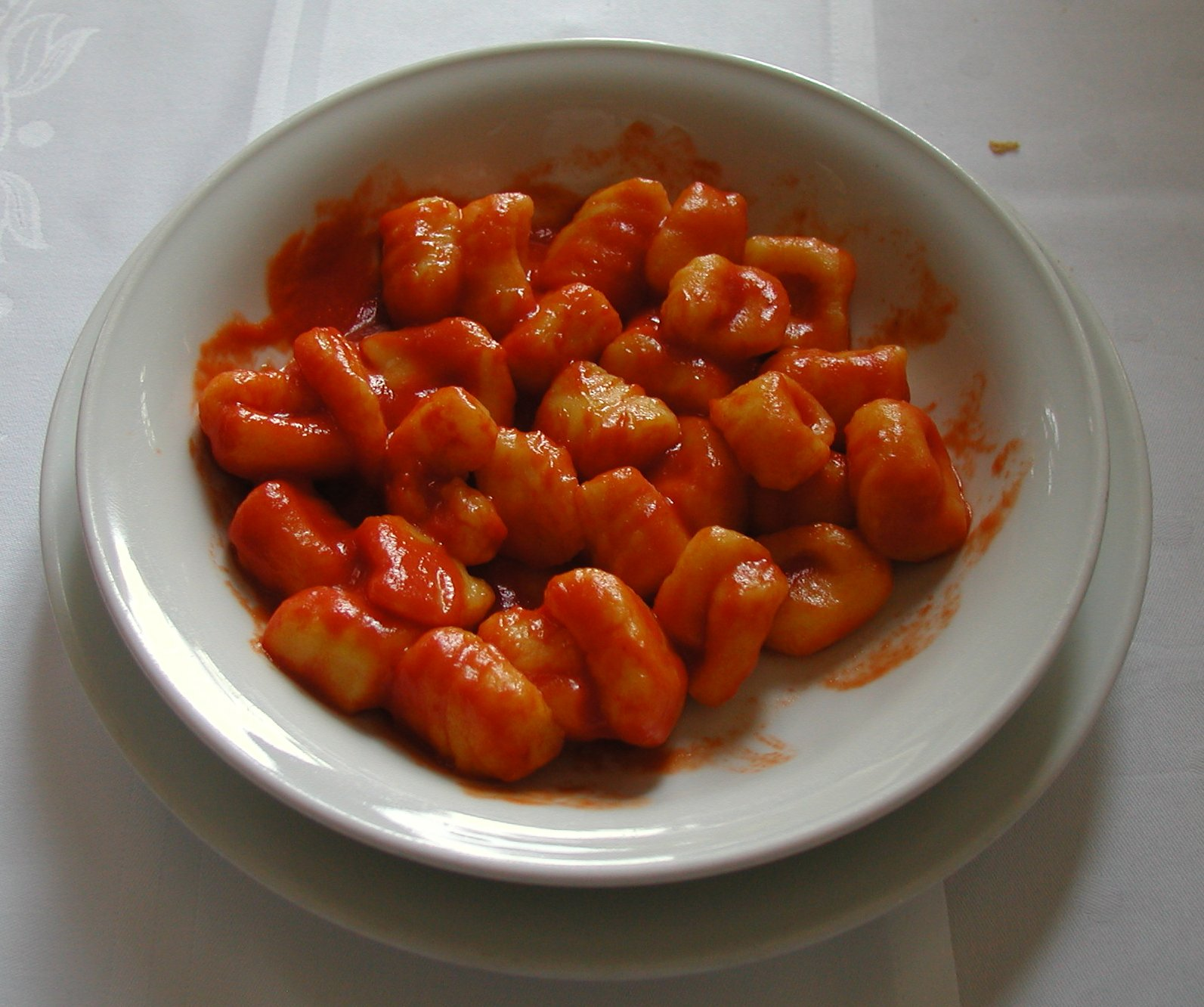
トマトソースのニョッキ

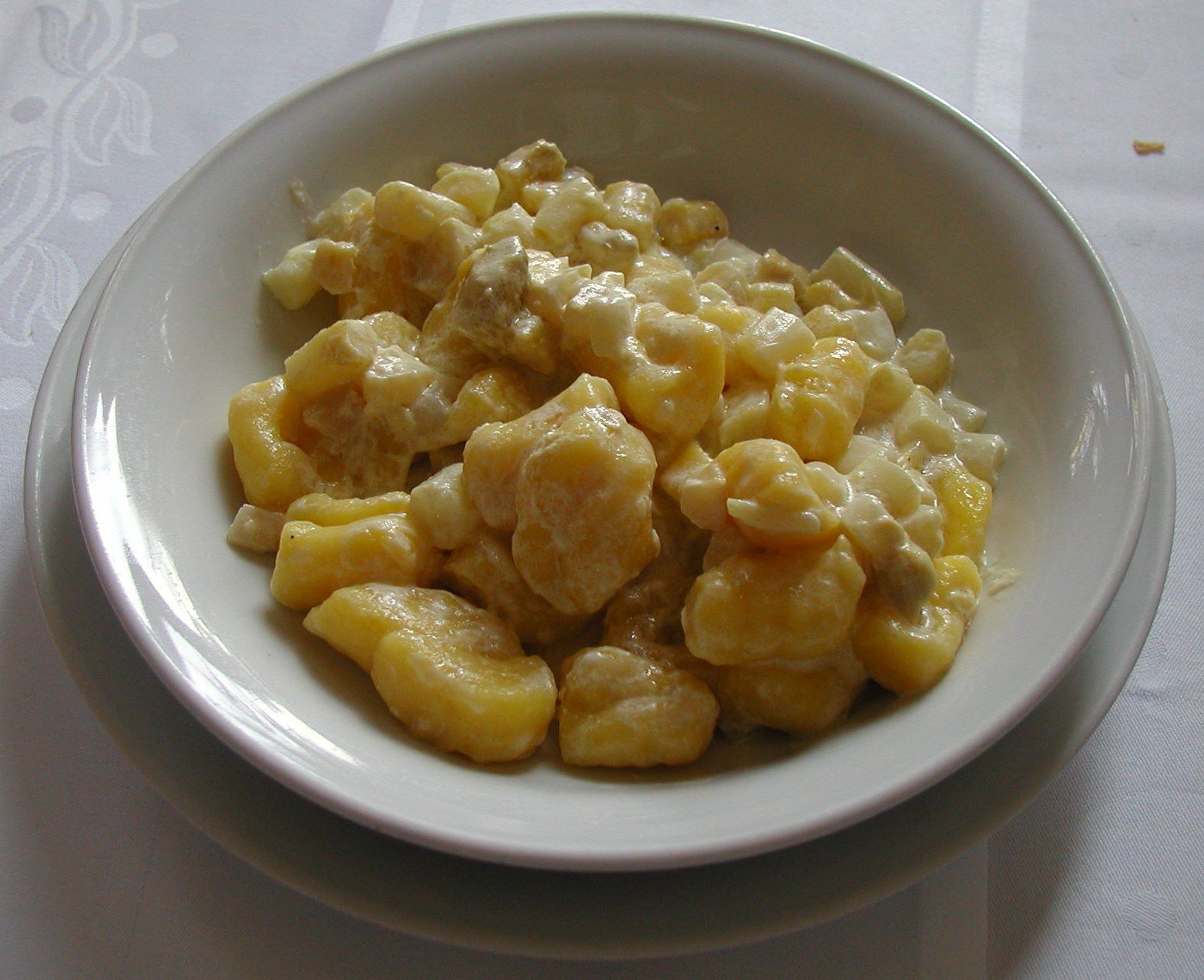
ホワイトアスパラガスのニョッキ

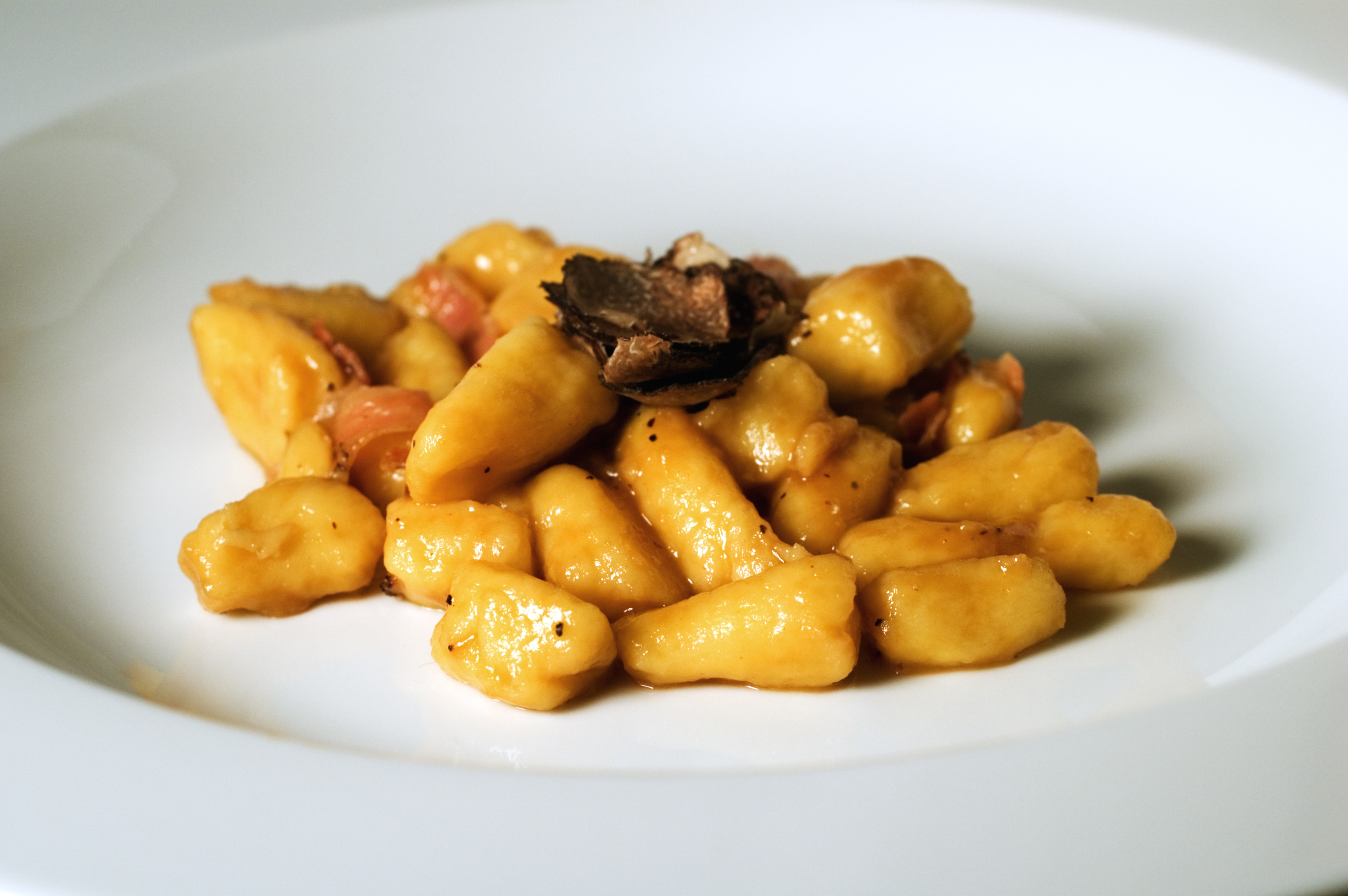
削ったトリュフをのせたニョッキ

ニョッキ（イタリア語: gnocchi）は団子状のパスタの一種で、ジャガイモと小麦粉との組合せで作られるイタリア料理である。

## 語源
名称そのものは「塊」を意味し、（木の）節目を意味するゲルマン語派のロンゴバルド語の knokka（ノッカ）から派生した、（指の）節目を意味する nocca（ノッカ）から来ている。理由はその形からと推測される。イタリアでは滋養のあるものや重い食べ物を木曜日に食べる習慣がある。ニョッキは結構腹に溜まる料理なので木曜日に食べることが多くなり、gnocchi Giovedì（ニョッキ・ジョヴェディ、木曜のニョッキ）と呼ばれるようになった。

## 歴史
元々は現在のようにジャガイモやカボチャで作るものではなく、小麦粉を練って作っていた。ジャガイモのニョッキが作られるようになったのは、16世紀の後半に南米のアンデス山脈原産のジャガイモがヨーロッパに持ち込まれ、17世紀になって、イタリアでも栽培されるようになってからである。
イタリアで作られているニョッキはジャガイモを利用したものが主流だが、ローマでは硬質小麦のひき割り粉で作る。他にもジャガイモの代わりにカボチャやパンを使ったもの、ホウレンソウとリコッタチーズを使ったものなど多数のバリエーションが存在する。
成形の際に、ソースとの絡みを良くする為に、フォーク等を利用して表面に溝を付けることが多い。

## ローマ風ニョッキ
ローマで食されている「ニョッキ」は、ジャガイモは用いられず、デュラムコムギを用いる。
棒状にしたパスタ記事を輪切りにするため、形状も円形と異なる。